# 水晶灘 (亞利桑那州)
水晶灘（英語：Crystal Beach）是位於美國亞利桑那州莫哈維縣的一個人口普查指定地區。根據2010年美國人口普查，該地人口為279人，而該地的面積約為0.88平方千米。

## 地理
水晶灘的座標為34°34′17″N 114°23′33″W / 34.57139°N 114.39250°W，而該地最高點為海拔高度158米（即518英尺）。